# Độc lập Tây Tạng
Phong trào độc lập Tây Tạng là một phong trào đòi độc lập cho các vùng đất mà người dân Tây Tạng sống và đòi tách biệt về mặt chính trị của những vùng đất này khỏi chính quyền Cộng hòa Nhân dân Trung Hoa.

## Lịch sử
Tây Tạng có một lịch sử lâu đời và tách biệt với Trung Quốc.

## Khởi xướng
Chủ yếu do cộng đồng người Tây Tạng ở các nước như Ấn Độ và Hoa Kỳ, và bởi những người nổi tiếng và Phật tử Tây Tạng tại Hoa Kỳ và châu Âu. Phong trào này không được hỗ trợ bởi Đạt Lai Lạt Ma 14, người mặc dù có chủ trương độc lập từ năm 1961 đến cuối những năm 1970, đề xuất một loại cấp cao quyền tự chủ trong bài phát biểu tại Strasbourg năm 1988, và từ đó đã bị giới hạn đề xuất của ông với Khu tự trị Tây Tạng bên trong Trung Quốc.
Để hợp thức tuyên bố độc lập, vận động khẳng định rằng Tây Tạng đã có lịch sử độc lập, mặc dù không có câu trả lời rõ ràng cho câu hỏi vì các ý tưởng khác nhau của "Tây Tạng" và "độc lập". Ngoài ra, vận động cho rằng người Tây Tạng hiện đang bị ngược đãi và bị từ chối một số quyền con người, mặc dù chính phủ các tranh chấp này và khẳng định những tiến bộ về nhân quyền. Các tổ chức khác nhau với chồng chéo các chiến dịch cho sự độc lập và quyền con người đã tìm cách áp lực khác nhau để hỗ trợ các chính phủ Tây Tạng độc lập hoặc có hành động trừng phạt chống lại Trung Quốc để chống lại nó, mặc dù hiệu quả của các chiến dịch này đã bị nghi ngờ.